# Medelpad Classic Ski
Medelpad Classic Ski är ett skidlopp som går genom Ljustorp i Timrå kommun, Medelpad, andra söndagen i februari. Loppet firade 20-årsjubileum 2017. Starten till långa loppet låg ursprungligen i Bredsjön (46 km) men har de senaste åren förlagts till Frötuna (40-42 km) eller Lagfors (42 km) beroende på årets förutsättningar längs bansträckningen. Starten till korta loppet går från idrottsplatsen i Ljustorp/Mellberg ( 20 km ). Målet är i Bergeforsen. Loppet är ett seedningslopp för Vasaloppet och Tjejvasan. Medelpad Classic Ski lockar varje år ca 300-400 skidåkare, både motionärer och elitåkare som Jörgen Brink, Anders Svanebo och Markus Ottosson.
Arrangörer är Bergeforsens SK och Ljustorps IF

## Resultat 46 km herrar
| År                                                    | Segrare                      | Tvåa                            | Trea                           |
| ----------------------------------------------------- | ---------------------------- | ------------------------------- | ------------------------------ |
| 2022 (42 km)                                          | Jörgen Brink                 | Simon Nordlander, Stockviks SF  | Björn Melander, Timrå SOK      |
| 2021(Inställt pga Corona) 2020(Inställt pga snöbrist) |                              |                                 |                                |
| 2019 (42 km)                                          | Jörgen Brink, Delsbo IF      | Niklas Henriksson, I 19 IF      | Anders Svanebo, Stockviks SF   |
| 2018 (42 km)                                          | Jörgen Brink, Delsbo IF      | Markus Ottosson, Skellefteå SK  | Johan Lövgren, Vännäs SK       |
| 2017 (42 km)                                          | Jörgen Brink, Brink Skiteam  | Anders Svanebo, Stockviks SF    | Erik Silfver, IFK Umeå         |
| 2016 (40 km)                                          | Emil Lagergren, Tynderö IK   | Erik Viklund, Bondsjöhöjdens IK | Lars Ljung, Norrala SK         |
| 2015                                                  | Jörgen Brink, Hudiksvalls IF | Martin Lundgren, Stockviks SF   | Joakim Kangasharju, Ragunda IF |

## Resultat 46 km damer
| År                                                    | Segrare                        | Tvåa                           | Trea                                 |
| ----------------------------------------------------- | ------------------------------ | ------------------------------ | ------------------------------------ |
| 2022 (42 km)                                          | Jessika Eriksson               | Jenny Kling, Selånger SOK      | Mimmi Björn, IFK Arvidsjaur Skidor   |
| 2021(Inställt pga Corona) 2020(Inställt pga snöbrist) |                                |                                |                                      |
| 2019 (42 km)                                          | Mimmi Björn, IFK Umeå          | Jenny Kling, Selånger SOK      | Pia Lindholm, Sundsvalls OK          |
| 2018 (42 km)                                          | Jessica Ericsson, Stockviks SF | Ida Dahl, IFK Mora SK          | Elin Vedin, Sundsvalls OK            |
| 2017 (42 km)                                          | Ida Dahl, IFK Mora SK          | Jessica Ericsson, Stockviks SF | Elin Vedin, Sundsvalls OK            |
| 2016 (40 km)                                          | Jessica Ericsson, Stockviks SF | Madeleine Dahlin, Kovlands IF  | Jessica Häggqvist, Bondsjöhöjdens IK |
| 2015                                                  | Amanda Mattson, Stockviks SF   | Angelica Saur, Ljustorps IF    | Jenny Kling, Selånger SOK            |

## Resultat 20 km herrar
| År                                                    | Segrare                                | Tvåa                               | Trea                          |
| ----------------------------------------------------- | -------------------------------------- | ---------------------------------- | ----------------------------- |
| 2022 (22 km)                                          | Erik Wiklund, Bondsjöhöjdens IK        | Viggo Östlund, Bergeforsens SK     | Hampus Bergkvist, Matfors SK  |
| 2021(Inställt pga Corona) 2020(Inställt pga snöbrist) |                                        |                                    |                               |
| 2019                                                  | Joel Jänes, Stockviks SF               | Rasmus Vesterlund, Bergeforsens SK | Peter Fredriksen, Ingen klubb |
| 2018                                                  | Joel Jänes, Stockviks SF               | Nils Lundgren, Stockviks SF        | Peter Fredriksen, Ingen klubb |
| 2017                                                  | Fredrik Andersson, Sollefteå Skidor IF | Simon Svanebo, Tynderö IK          | Albin Sjölén, Stockviks SF    |
| 2016                                                  | Tobias Björklund, Alnö SK              | Magnus Skoog, Stockvik SF          | Victor Haugaard, Sundsvall    |
| 2015                                                  | Mårten Vänn, Stockviks SF              | Petter Dahl, Alnö SK               | Erik Sjöblom, Alnö Race Team  |

## Resultat 20 km damer
| År                                                    | Segrare                       | Tvåa                                 | Trea                             |
| ----------------------------------------------------- | ----------------------------- | ------------------------------------ | -------------------------------- |
| 2022(22 km)                                           | Alva Nilsson, Bergeforsens SK | Amanda Pallin, Alnö SK               | Nora Lignell                     |
| 2021(Inställt pga Corona) 2020(Inställt pga snöbrist) |                               |                                      |                                  |
| 2019                                                  | Alva Nilsson, Bergeforsens SK | Susanne Petersson, IF Strategen      | Sophie Dahl, Tynderö IK          |
| 2018                                                  | Tove Ericsson, Stockviks SF   | Jessica Häggqvist, Bondsjöhöjdens IK | Sanna Näslund, Bondsjöhöjdens IK |
| 2017                                                  | Amanda Pallin, Alnö SK        | Caroline Ondrasek, Alnö Race Team    | Sanna Näslund, Bondsjöhöjdens IK |
| 2016                                                  | Fanny Johansson, Stockviks SF | Ida Höglund, Stockviks SF            | Karolina Olsson, Bergeforsens SK |
| 2015                                                  | Jessica Häggqvist, Härnösand  | Karolina Olsson, Bergeforsens SK     | Olivia Lunddström, Stockviks SF  |